# نزار دندش
نزار دندش، كاتب ومؤلف وأستاذ جامعي. ولد في لبنان، وهو بروفسور في كلية العلوم في الجامعة اللبنانية، وله عشرات الابحاث العلمية المنشورة في مجلات علمية محكمة وعدة كتب جامعية في الفيزياء والبيئة.

## السيرة الذاتية
ولد الكاتب والمؤلف والأستاذ الجامعي اللبناني نزار دندش في لبنان، وهو بروفسور في كلية العلوم في الجامعة اللبنانية. درّس مواداً علمية (في الفيزياء، الرياضيات، علم الفلك وعلم البيئة) في جامعات لبنانية واسترالية. له عشرات الابحاث العلمية المنشورة في مجلات علمية محكمة وعدة كتب جامعية في الفيزياء والبيئة. شارك في مؤتمرات علمية عالمية عدة مرات، وأصدر ثلاث عشرة روايةً آخرها رواية بعنوان «كورونا بين انتفاضتين»، وكان منسقاً للجنة الرواية في اتحاد الكتّاب اللبنانيين. الكاتب نزار دندش هو أيضاً شاعر، أصدر أربعة دواوين شعرية وشارك في عدة امسيات. هو خبير بيئي، أصدر عدة كتب في مجال البيئة منها: كتاب البيئة (وهو عبارة عن موسوعة مصغّرة يمكن للطلاب والباحثين الاستعانة بها)، التلوث الكهرومغناطيسي وصحة الإنسان، سموم في طعام الإنسان، سموم خفية في منازلنا، وبيئة الأرض وبيئة السماء، كما أنه خبير تغذية، كتب عن الغذاء الملوّث والغذاء السليم - أصدر الكاتب سبعةً وخمسين كتاباً في العلم والفكر العلمي والثقافة وفلسفة البيئة وعن الكائنات خارج كوكب الأرض. له عشرات المقالات العلمية، وعشرات المقابلات الإعلامية. يعتبر الكاتب نزار دندش أيضاً ناشط بيئي واجتماعي، ترأس ويترأس عدة جمعيات منها رابطة الأساتذة الجامعيين لحماية البيئة، الحركة الديمقراطية للثقافة والتنمية، ورابطة الخريجين الأستراليين العرب. هو ناشط في مجال الثقافة والشعر والأدب ورئيس منتدى ليل وحكي المعروف في لبنان. أجريت معه عشرات المقابلات التلفزيونية والاذاعية والصحافية، وهو ناقد سياسي واجتماعي يُكرّس صفحته في الفيسبوك للنقد والإرشاد والتوعية يجيد الانكليزية والروسية والفرنسية ا
لى جانب اللغة العربية.

## أعمال الكاتب[6][7]
- حوار في الممنوعات، الدار العربية للعلوم، 2007.[8]
- يوميات موسكو الحمراء، الدار العربية للعلوم، 2009.[9]
- حب عابر للقارات، الدار العربية للعلوم، 2009.[10]
- زوجة القاضي، الدار العربية للعلوم، 2009.[11][12]
- يوميات آدم وحواء (بالاشتراك مع نرمين الخنسا)، دار الفارابي، 2011.
- ربيع المطلقات (بالاشتراك مع نضال الاميوني دكاش)، دار سائر المشرق، 2012.
- الهوية الثالثة، دار الفارابي، 2013.[13]
- ومجموعة قصص قصيرة بعنوان «حوار غير خاص مع زوجتي»، دار المؤلف، 2000.
- يوميات آدم وحواء، دار الفارابي، 2010.[14]
- ما هو العلم؟، دار الفارابي للنشر والتوزيع، 2009.[15]
- ليلى وليالي الفيسبوك.[16]
- زوجة الغريب، دار المؤلف، 2018.[17]
- أبحث عن ليلى، دار الفارابي، 2020.[18]
- الشطرنج الاستراتيجية والتكتيك، 1996.[19]
- ما بعد الشمس، الدار العربية للعلوم ناشرون، 2021.[20]
- من هو المثقف، غوايات، 2018.[21]
- همس العيون، دار المؤلف للطباعة والنشر والتوزيع، 2017.[22]
- بيئة الأرض وبيئة السماء، دار سائر المشرق، 2017.[23]
- نحن ثورة في ثقافتنا، دار الفارابي، 2014.[24]